# Svetišče Šimogamo
Svetišče Šimogamo (japonsko 下鴨神社, latinizirano: Šimogamo-džindža) je pomembno šintoistično svetišče v okrožju Šimogamo v delu Sakjō mesta Kjoto. Njegovo uradno ime je Kamo-mioja-džindža (賀茂御祖神社). Je eno najstarejših šintoističnih svetišč na Japonskem in je eden od sedemnajstih zgodovinskih spomenikov starodavnega Kjota, ki jih je UNESCO uvrstil na seznam svetovne dediščine. Izraz Kamo-džindža v japonščini je splošna referenca na svetišče Šimogamo in Kamigamo, tradicionalno povezana svetišča Kamo v Kjotu; Šimogamo je starejši od para, verjamejo, da je 100 let starejši od Kamigama in izvira iz 6. stoletje, stoletja preden je Kjoto postal glavno mesto Japonske (794, glej Heian-kjo). Kamo-džindža ima funkcijo zaščite Kjota pred škodljivimi vplivi.
Ime džindža identificira družino kami ali božanstev Kamo, ki so tu čaščena. Ime se nanaša tudi na območje bližnjih gozdov svetišča, ki so ostanki pragozda Tadasu no Mori. Poleg tega se ime svetišča nanaša na zgodnje prebivalce tega območja, klan Kamo, od katerih mnogi še naprej živijo v bližini svetišča, ki so mu tradicionalno služili njihovi predniki.
Svetišče Šimogamo je posvečeno čaščenju Tamajori-hime (玉依姫, 'deklica, ki vabi duha') in njenega očeta Kamo Takecunomija (賀茂建角身). Tamajori-hime je mati Kama Vakeikazučija (賀茂別雷, Kamov delilec groma), katerega oče je bil Honoikazuči-no-mikoto (火雷神, bog ognja in groma). Svetišče Kamigamo, drugo od dveh svetišč Kamo v Kjotu, je posvečeno Kamu Vakeikazučiju. Ti kami so različno povezani z grmenjem.

## Zgodovina
Svetišče je postalo predmet cesarskega pokroviteljstva v zgodnjem obdobju Heian.
Šimogamo je bil skupaj s svetiščem Kamigamo označen kot eno od dveh glavnih šintoističnih svetišč (ičinomija) v nekdanji provinci Jamaširo.
Leta 965 je cesar Murakami ukazal poslati cesarske glasnike, da poročajo o pomembnih dogodkih japonskim varuhom kamijem, vključno s Kamo-Tamajori-hime in Kamo-Takecune. 
Pisec Hōdžōki, Kamo no Čōmei (鴨長明),je bil drugi sin enega od glavnih duhovnikov svetišča, Kamo no Nagacugu (鴨長継). 
Od leta 1871 do 1946 je bil Šimogamo uradno označen kot eden od Kanpei-taiša (官幣大社), kar pomeni, da je bil na prvem mestu med svetišči, ki jih podpira vlada. Danes je to eno najbolj obiskanih mest v novem letu, priljubljeno narodno igro kemari pa pogosto igrajo šintoistični duhovniki.

### Cesarski obiski
- 794 (Enrjaku 13): Cesar Kanmu je prišel kot del velikega napredka.[11]
- 942 (Tengjō 5, 29. dan 4. meseca): cesar Suzaku je obiskal, da bi se zahvalil za ponovno vzpostavitev miru.
- 979 (Tengen 2, 10. dan 10. meseca): cesar En'jū se je odločil, da mora biti cesarski obisk Hačimana v svetišču Ivašimizu povezan z obiskom Kamo.[12]
- 1088 (kandži 27. dan 4. meseca): cesar Horikava je obiskal Kamo.[13]
- 1156 (Hōgen 1, 23. dan 4. meseca): cesar Go-Širakava je odpotoval v Kamo.[14]

## Struktura
Struktura svetišča je bila postavljena leta 678 med vladavino cesarja Tenmuja in je postala glavna stavba med vladavino cesarja Kanmuja, ko je prestolnico preselil iz Nare v Heian-kjo.
Svetišče Šimogamo (svetišče Spodnji Kamo) naj bi bilo iz 6. stoletja.
Model koče, opisan v Hōdžōki (pomembno in priljubljeno kratko delo zgodnjega obdobja Kamakura), je v delu svetišča Kavai džindža.

## Galerija
- Ta pot vodi skozi Tadasu no Mori ("Gozd, kjer so razkrite laži").
- Rōmon
- Par tori vrat, Kavai-džindža
- Mitarai-ša
- Most Taikobaši